# درخت بودا

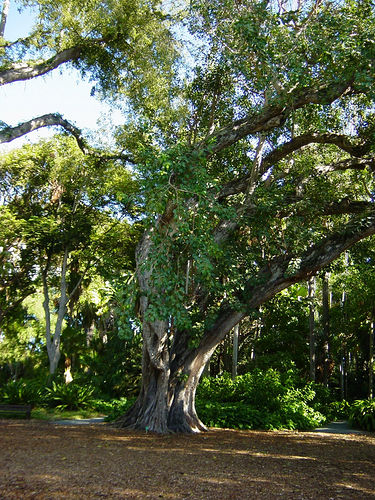
انجیر معابد در هاوایی

درخت بودا که به نام بُو نیز نامیده می‌شود، درخت بسیار بزرگ و کهنی از نوع انجیر معابد است که در استان بیهار در کشور هند قرار دارد.

## وجه تسمیه

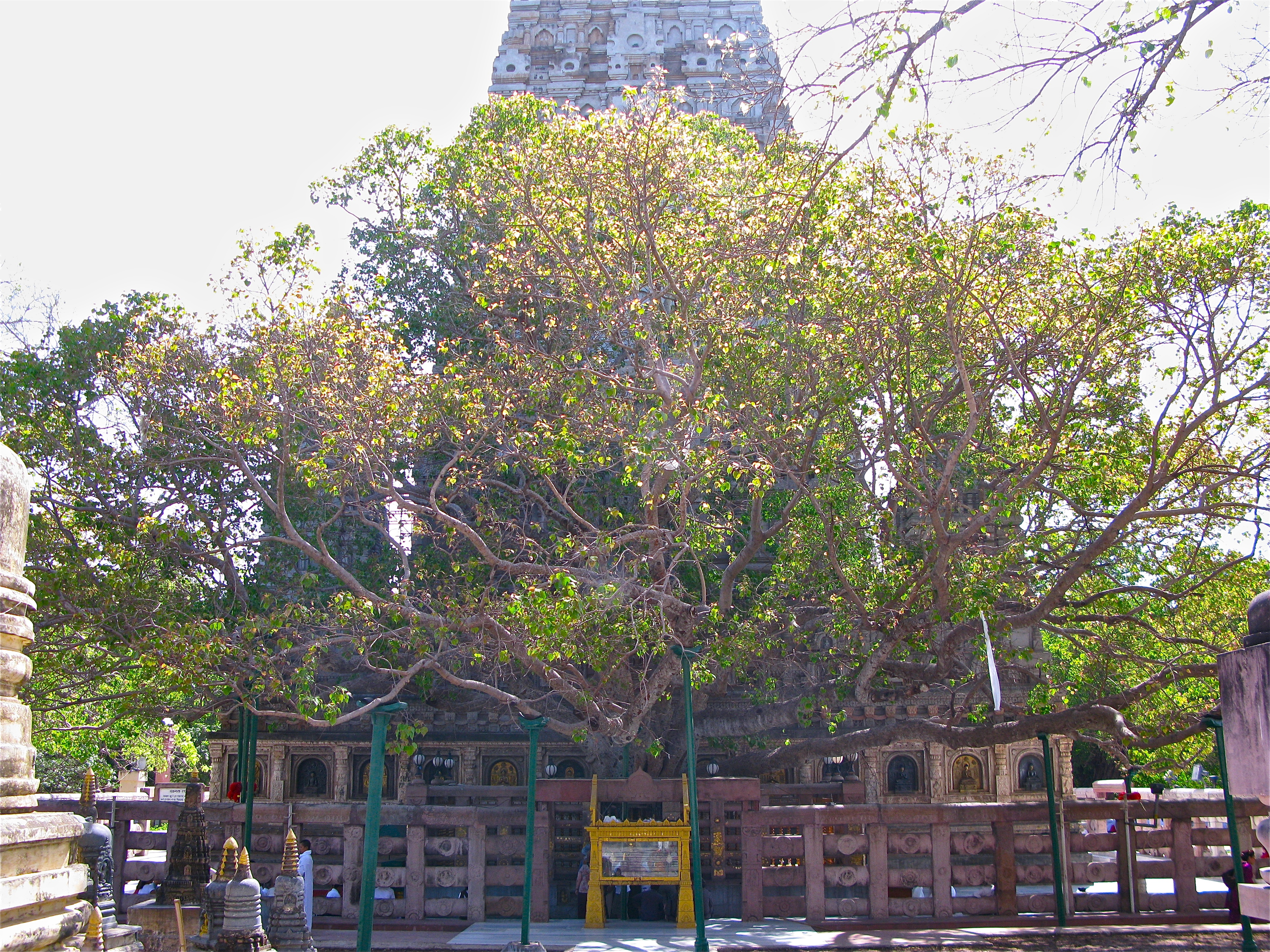
انجیر معابد در معبد سری ماهابودی

نام‌گذاری این درخت به عنوان درخت بودا به زمان بودا بر می‌گردد و دلیل آن وجود درخت انجیر مقدسی است که بنا به اعتقاد بوداییان، سیذارتا گواتاما (مشهور به بودا) در زیر آن به مراقبه پرداخت و به روشن بینی رسید. در نمادشناسی مذهبی این درختان مقدس از روی برگ‌های قلبی شکل خود مورد شناسایی قرار می‌گیرند. درخت بودا در معبد ماهابودی است و زمان کاشت آن به ۲۸۸ سال قبل از میلاد مسیح باز می‌گردد و مستقیماً از درخت اصلی نشا زده شده‌است.